# Christophe Vecchioni
Christophe Vecchioni est footballeur français né le 15 février 1969 à Marseille. Il évoluait au poste de défenseur.
Au cours de sa carrière, il a disputé 10 matchs en Division 1 et 12 matchs en Division 2.

## Biographie
Christophe Vecchioni commence sa carrière au Nîmes Olympique, au cours de la saison 1988-1989 du championnat de France de D2. Il ne dispute que 3 rencontres avec le club gardois et rejoint les rangs amateurs pendant trois saisons, à Endoume. 
Il signe ensuite aux Girondins de Bordeaux entraîné par Rolland Courbis, qu'il a connu à Endoume, au cours de l'été 1992 et reste deux saisons au club, disputant 10 matchs en D1 et 2 matchs de Coupe de France. Après une saison au Toulouse FC, toujours coaché par Courbis, Christophe Vecchioni quitte définitivement le football professionnel et poursuit sa carrière à l'ES Vitrolles.